# Rondo à la Krakowiak (Chopin)

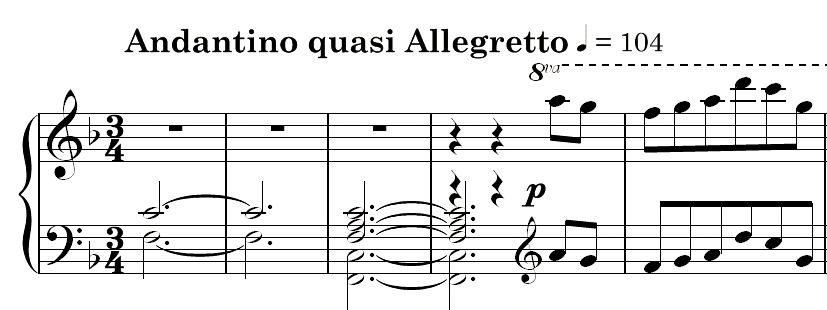
Początek Introdukcji Ronda F-dur w układzie na fortepian solo

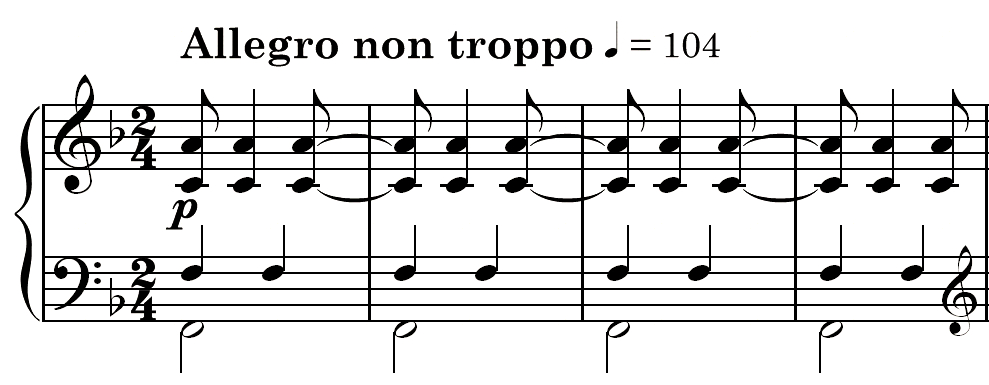
Początek właściwego Ronda w układzie na fortepian solo

Wielkie rondo koncertowe Krakowiak F-dur op. 14, tzw. Rondo à la Krakowiak – utwór w formie ronda na fortepian i orkiestrę skomponowany w 1828 przez Fryderyka Chopina. Dzieło dedykowane księżnej Annie z Sapiehów Adamowej Czartoryskiej.
Po raz pierwszy publicznie Chopin grał Krakowiaka 18 sierpnia 1829 w Theater am Kärntnertor (Teatr przy Karynckiej Bramie) w Wiedniu, w czasie swojego drugiego koncertu w tym mieście. W Warszawie wykonał go, razem z II koncertem fortepianowym f-moll op. 21, 22 marca 1830.
Oryginalny rękopis partytury znajduje się w Muzeum Czartoryskich w Krakowie.

## BudowaRonda
Utwór rozpoczyna się Introdukcją w tempie trójdzielnym. Na tle orkiestry pianista gra w wysokim rejestrze melodię opartą na pentatonice.
Po 59 taktach wstępu rozpoczyna się właściwe Rondo oparte na krakowiaku. Utwór tchnie spontanicznością, wykorzystuje bardzo bogatą skalę ekspresji. Pojawiają się dwa tematy, oba opracowane wariacyjnie.